# Александро-Мариинский институт
Александро-Мариинский институт — Высшее учебное заведение - институт благородных девиц в Москве, основанный генеральшей В. Е. Чертовой. Институт принадлежал Дамскому Попечительству о бедных в Москве Ведомства Императрицы Марии.

## История

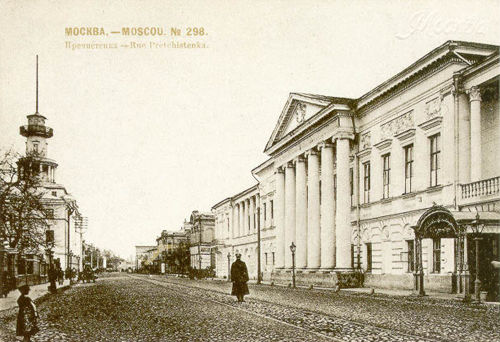
Здание института в начале XX века

Основан в 1857 году как Александро-Мариинское училище- Приют для беднейших девочек-сирот - Пречистенского отделения Дамского Попечительства о бедных в Москве, которое было основано В. Е. Чертовой. Арендовал бывшую усадьбу Долгоруковых на Пречистенке у подпоручика Н. П. Воейкова, вскоре владение было выкуплено в пользу училища. Под нужды училища проводились ремонты и перестройки усадьбы, в том числе устроена домовая церковь Покрова Богородицы.
В 1899 году училище преобразовано в Александро-Мариинский институт им. кавалерственной дамы В. Е. Чертовой и перешло под управление военных. В институте получали образование дочери военачальников, военных чиновников и медиков, проходивших службу в Московском военном округе. Великая княжна Елизавета Федоровна являлась попечительницей института. Прошедшие начальный курс обучения получали образование воспитательниц начальных училищ и домашних воспитательниц, а воспитанницы института, прошедшие полный курс, — учительниц. Среди наиболее известных воспитанниц института — актриса Е. Н. Гоголева.
Просуществовал до 1917 года.